# Torsten W. Müller
Torsten Walter Müller (* 1982 im Eichsfeld) ist ein deutscher Historiker und Publizist. Seit 1. April 2022 leitet er das Museumsdorf Cloppenburg.

## Werdegang
Torsten W. Müller studierte ab 2001 Volkskunde, Kunstgeschichte und Katholische Theologie an der Otto-Friedrich-Universität Bamberg. Bis 2008 folgte das Studium der katholischen Theologie an der Universität Erfurt sowie ebenfalls dort das Bachelorstudium (katholische Religionslehre, Germanistik und Studium Fundamentale) und das Masterstudium Lehramt Regelschule (Schulpädagogik, Katholische Religionslehre, Deutsch) – beide mit Abschluss.
Bis 2014 war er Promotionsstudent an der Katholisch-Theologischen Fakultät der Universität Erfurt. Müller wirkte als wissenschaftlicher Mitarbeiter an der Forschungsstelle für kirchliche Zeitgeschichte in Erfurt (FKZE) (Fokus: Aufarbeitung der Geschichte der katholischen Kirche in der DDR) sowie am Lehrstuhl für Kirchengeschichte des Mittelalters und der Neuzeit der Universität Erfurt mit.
2014 wurde er mit seiner kirchengeschichtlichen Arbeit über Heimatvertriebene in Thüringen nach 1945 promoviert, veröffentlicht als Publikation In der Fremde glauben – Die Auswirkungen von Flucht und Vertreibung im Ostteil des Bistums Fulda (Würzburg 2015, ISBN 978-3-429-03746-8).
Von 2015 bis 2022 leitete Torsten W. Müller das kulturhistorische Eichsfeldmuseum in Heilbad Heiligenstadt in Thüringens katholischer Enklave Eichsfeld. Diese Institution hat er strategisch erfolgreich weiterentwickelt, eine komplette Neukonzeption initiiert, Drittmittel akquiriert und so die Besucherzahl verdreifachen können. Er war maßgeblich beteiligt, dass die Heiligenstädter Palmsonntagsprozession in das Bundesweite Verzeichnis des immateriellen Kulturerbes der Deutschen UNESCO-Kommission eingetragen wurde. Ein von ihm konzipierter Erlebnisraum im Museum informiert seit 2021 zu dieser Passionsprozession. Am 1. April 2022 übernahm Müller die Leitung des Museumsdorfes Cloppenburg. An der Carl von Ossietzky Universität Oldenburg hat er einen Lehrauftrag als wissenschaftlicher Hochschullehrer inne.

## Veröffentlichungen (Auswahl)
Torsten W. Müller ist Autor zahlreicher Publikationen zur Kultur-, Landes- und Zeitgeschichte:

### Monografien
- Leben im Grenzgebiet der DDR, Erfurt 2024, ISBN 978-3-910740-05-1
- „Sie tragen das ganze Leiden Christi durch die Stadt.“ Die große Palmsonntagsprozession in Heilbad Heiligenstadt. Heiligenstadt 2022, ISBN 978-3-939848-76-9
- In der Fremde glauben – Die Auswirkungen von Flucht und Vertreibung im Ostteil des Bistums Fulda. (Erfurter Theologische Studien 108), Würzburg 2015 (zugleich: Dissertation, Universität Erfurt, 2014), ISBN 978-3-429-03746-8
- Neue Heimat Eichsfeld? Flüchtlinge und Vertriebene in der katholischen Ankunftsgesellschaft. Duderstadt 2010, ISBN 978-3-936617-93-1
- Eichsfeld – Fotoschätze aus den 70ern und 80ern. Erfurt 2018, ISBN 978-3-95400-960-2
- Das Eichsfeld in Farbe – Impressionen aus den 50ern und 60ern. Erfurt 2017, ISBN 978-3-95400-815-5
- Das Eichsfeld im 19. Jahrhundert – Alltagsbilder aus einer bewegten Zeit. Erfurt 2018, ISBN 978-3-95400-996-1
- Reformation, Reformkatholizismus und Jesuiten im Eichsfeld – Bildung und Seelsorge als Voraussetzungen einer kirchlichen Erneuerung. (Beiträge zur Reformationsgeschichte in Thüringen 12), Jena 2018, ISBN 978-3-939718-36-9
- Das Eichsfeld – Farbfotografien aus den 30er- und 40er-Jahren. Erfurt 2016, ISBN 978-3-95400-749-3
- Leben im Grenzgebiet – Zwangsaussiedlungen – Die Bewacher. In: Landeszentrale für politische Bildung Thüringen (Hrsg.): Reihe Thüringen – Blätter zur Landeskunde. Band 113. Erfurt 2016, 8 Seiten, Format A5.
- Mackenrode im Eichsfeld – Beiträge zur Dorfgeschichte. Duderstadt 2011, ISBN 978-3-86944-035-4
- (Ko-Autor): Die Kirchen im Eichsfeld – Kirchen- und Kunstführer – Sonderausgabe zum Papstbesuch im Eichsfeld – 2. total überarbeitete und erweiterte Auflage. Duderstadt 2011, ISBN 978-3-936617-92-4.

### Sammelbände
- Das Eichsfeld (Landschaften in Deutschland 79), Wien/Köln/Weimar 2018. (hrsg. zusammen mit Ulrich Harteisen, Ansgar Hoppe, Hansjörg Küster, Haik Thomas Porada, Gerold Wucherpfennig)
- 650 Jahre Wallfahrtskirche auf dem Hülfensberg. Festschrift zum Kirchweihjubiläum 1367–2017, Geismar 2017.
- Von der Reformation zur Konfession – die Jesuiten und ihr Reformprogramm im Eichsfeld, Erfurt 2017, ISBN 978-3-95400-884-1.
- Kirchliches Leben im Wandel der Zeiten. Perspektiven und Beiträge der (mittel-)deutschen Kirchengeschichtsschreibung. Festschrift für Josef Pilvousek zum 65. Geburtstag (EThSt 104), Würzburg 2013 (hrsg. zusammen mit Sebastian Holzbrecher).

### Aufsätze
- Lehreropposition im NS-Staat. Biografischer Bericht über den „aufrechten Gang“ des August Dunkelberg, in: Eichsfeld-Jahrbuch 18 (2010), S. 99–116.
- Kirche und Sport. Zur Entwicklung der DJK-Sportverbände bis 1935, in: Eichsfeld-Jahrbuch 19 (2011), S. 323–336.
- Ungerechte Gerechtigkeiten. Liturgische Aspekte der Beheimatung von Vertriebenen in einer katholischen Mehrheitsgesellschaft, in: Kranemann, Benedikt (Hg.): Liturgie und Migration. Die Bedeutung von Liturgie und Frömmigkeit bei der Integration von Migranten im deutschen Sprachraum (Praktische Theologie heute, Bd. 122), Stuttgart 2012, S. 140–156.
- Laiengottesdienste in priesterlosen Gemeinden des Bistums Paderborn während des Kulturkampfes. Beispiele aus dem Eichsfeld, in: Liturgisches Jahrbuch 63 (2013), S. 21–38.
- Die Entwicklung des Ordenslebens in der SBZ/DDR und in den Neuen Ländern, in: Erbe und Auftrag. Benediktinische Zeitschrift-Monastische Welt 90 (2014), S. 384–397.
- Grenzen eines homogenen Katholizismus? Die Aufnahme von Heimatvertriebenen im Eichsfeld nach 1945, in: Archiv für mittelrheinische Kirchengeschichte 66 (2014), S. 279–299.
- Wallfahrten der Heimatvertriebenen in der SBZ/DDR, in: Prosser-Schell, Michael (Hg.): Populare religiöse Kultur, Konflikte und Selbstvergewisserung in multiethnischen und multikonfessionellen Einwanderungsgebieten (Schriftenreihe des Instituts für Volkskunde der Deutschen des östlichen Europa, Bd. 17), Münster/New York 2016, S. 131–157.
- Katholische Kirche im eichsfeldischen Sperrgebiet. Die innerdeutsche Grenze und ihre Folgen für Gemeinden und Seelsorge, in: Jahrbuch für mitteldeutsche Kirchen- und Ordensgeschichte 14 (2018), S. 175–208.

## Engagement
Müller ist
- seit 2022 Mitglied im Rotary-Club Friesoythe-Artland-Cloppenburg
- seit 2022 Mitglied der Volkskundlichen Kommission für Niedersachsen
- seit 2022 Vorstandsvorsitzender des Instituts für Kulturanthropologie des Oldenburger Münsterlandes e.V.
- seit 2022 Mitglied im Institutsrat des Kulturanthropologischen Instituts für das Oldenburger Münsterland
- seit 2022 stellvertretender Vorstandsvorsitzender der Stiftung Kulturschatz Bauernhof
- seit 2022 Vorstandsmitglied im Heimatbund für das Oldenburger Münsterland
- seit 2022 Mitglied im Verein für Regionalgeschichte und Katholizismusforschung Vechta
- 2019–2024 parteiloses Mitglied des Kreistages des Landkreises Eichsfeld und gehörte dort zur CDU-Fraktion.[3]
- seit 2019 Mitglied des Beirates für das Bistumsarchiv Erfurt
- seit 2018 Mitglied im Verwaltungsrat der Gesellschaft für mittelrheinische Kirchengeschichte.

## Auszeichnungen
- 2011 Preis für besonderes ehrenamtliches Engagement des Landkreises Eichsfeld
- 2013 Josef-Leinweber-Preis der Theologischen Fakultät Fulda für die hervorragende wissenschaftliche Diplomarbeit
- 2023 Erich-Kleineidam-Preis der Universität Erfurt für die herausragende wissenschaftliche Publikation zur Heiligenstädter Palmsonntagsprozession